# Pak Li-sup
Pak Li-sup (ur. 6 stycznia 1944) – północnokoreański piłkarz występujący na pozycji obrońcy. Uczestnik Mistrzostw Świata 1966.

## Kariera klubowa
Podczas angielskiego Mundialu Pak reprezentował barwy klubu Amrokgang Pjongjang.

## Kariera reprezentacyjna
Pak Li-sup występował w reprezentacji Korei Północnej w latach sześćdziesiątych. W 1965 roku uczestniczył w zwycięskich meczach eliminacji Mistrzostw Świata 1966 z Australią. Rok później pojechał na finały Mistrzostw Świata, na których wystąpił w dwóch spotkaniach z ZSRR i Chile.